# IC 4988
IC 4988 — галактика типу NF (в процесі підтвердження) у сузір'ї Павич.
Цей об'єкт міститься в оригінальній редакції індексного каталогу.